# Hevea (plaats)
Hevea is een bestuurslaag in het regentschap Serdang Bedagai van de provincie Noord-Sumatra, Indonesië. Hevea telt 351 inwoners (volkstelling 2010).